# Ctenoplusia confusa
Ctenoplusia confusa là một loài bướm đêm trong họ Noctuidae.